# Primula farinosa

Primula farinosa és una herba perenne de la família de les Primulàcies, nativa del nord d'Europa i del nord d'Àsia, que es pot trobar també, però més rarament, a muntanyes elevades del sud d'Europa.

## Descripció
Té fulles nombroses que formen una roseta. El pecíol és gairebé tan llarg com el limbe, que pot atènyer 1-7 cm de longitud, per 0,3 a 4 cm d'amplada. Les fulles tenen forma d'oblong-obovada a oblong-lanceolada, amb la base atenuada, el marge llis o lleugerament dentat i el revers sovint pulverulent-farinós.
Escaps prims, de 3 a 15 cm d'alçada, que acaben en una inflorescència en forma d'umbel·la, amb els pedicels de mides desiguals. La summitat de la inflorescència és pulverulent-farinosa, com el revers de les fulles.
Calze de 3-6 mm, obscurament angulós i de color verd. La corol·la forma un tub tan llarg com el calze. Els pètals són de color que va de lila a purpuri, tenen forma d'ovato-oblonga a triangular i estan profundament dividits.

## Hàbitat
Creix en prats humits, ribes de rius, aiguamolls i prats de pastura humits, cap als 1.200 m d'altitud.

## Distribució
Es troba distribuïda pel nord d'Àsia (Sibèria, Mongòlia, Xina) i Europa.
- Àsia
  - Sibèria, est i oest
  - Est de la Federació Russa: Kamchatka, Magadan
  - Mongòlia
  - Xina: Jilin, Nei Monggol
- Europa
  - Nord: Dinamarca, Finlàndia, Suècia, Regne Unit
  - Central: Àustria, Txèqua, Eslovàquia, Alemanya, Hongria, Polònia, Suïssa
  - Est: Estònia, Lituània, Letònia, part europea de la Federació Russa
  - Sud-est: Bulgària, antiga Iugoslàvia, Itàlia, Romania
  - Sud-oest: França, Portugal, Espanya